# Chó ngao Pháp
Chó ngao Pháp (French Mastiff) còn được biết đến với tên gọi Dogue de Bordeaux là một giống chó ngao có nguồn gốc từ nước Pháp, đây là giống chó có thời từng suýt tuyệt chủng vào đầu thế kỷ 20 do nạn săn bắt chúng. Sau một thời kỳ chính quyền và người dân nỗ lực nhân giống, chó ngao Pháp đã được phục hồi. Đây là một giống chó có giá cả khá đắt đối với những người chơi chó cảnh. Chúng còn là giống chó có giá cao, tại Mỹ, từng có một chú chó ngao Pháp có giá khoảng 5.000 USD và người ta thường trả 3.000 USD cho các chú chó nhỏ.

## Tổng quan
Có nhiều giả thuyết khác nhau về nguồn gốc của giống chó này. Trong lịch sử chúng được dùng trong chiến tranh, bảo vệ, tham gia chiến đấu với bò mộng, gấu và các loài chó khác. Vào những năm cuối thời đại Trung cổ, chúng trở thành chó chăn gia súc và chó vệ sỹ. Trong Cách mạng Pháp, khá nhiều con chó đã chết khi cố sức bảo vệ chủ nhân của mình. Ngày nay chúng được nhân giống một cách bài bản có tiếng trên thế giới trong đó có khoảng 3000 chó ngao Pháp tại Mỹ.
Con chó thuộc giống ngao Pháp không được liệt vào danh sách những loài chó nguy hiểm cần phải chăm sóc đặc biệt. Giống chó ngao Pháp được đánh giá là loài chó rất mạnh mẽ. Những con chó này từng được sử dụng để kéo xe và bảo vệ lâu đài của tầng lớp Quý tộc châu Âu. Con đực có thể đạt tới trọng lượng 52 kg với chiều dài 69 cm. Giống chó Mastif có thể sống từ 5 đến 8 năm.

## Đặc điểm
Chúng có một dáng vẻ ngoại hình khá ấn tượng. Thân hình ngắn và chắc nịch. Chúng cao từ 23 - 30 inches (58 – 75 cm) và cân nặng từ 120 - 145 pounds (54 – 65 kg). Đầu chúng có kích thước lớn ngoại cỡ, rộng, nặng nề và đầy nếp nhăn, kích thước của đầu chính là cơ sở để phân loại giống chó này. Những con chó đực hạng nhất có chu vi đầu lớn khoảng 68 – 75 cm. Hàm chúng ngắn và mạnh mẽ. Chúng phải có mũi, mép và mi mắt màu đen hoặc đỏ, khác biệt hẳn với các phần lông xung quanh. Mũi hếch, lỗ mũi rộng. Phần mõm ít nhất phải chiếm khoảng 1/3 thể tích đầu. Môi trên dày và rủ xuống che khuất hàm dưới.
Da cổ mềm tạo thành nếp nhăn nổi bật. Tai rủ cụp. Hai chân trước thẳng, xương to. Đuôi mập thẳng thon dần về chóp và không được dài quá cẳng chân sau. Bộ lông ngắn và mềm có màu từ nâu vàng đến gụ với mảng vá màu đen hoặc đỏ. Vá trắng chỉ được cho phép xuất hiện trên ngực hoặc bàn chân. Chúng có tuổi thọ khoảng 10 - 12 năm. Hay thở khò khè và rỏ nước rãi. Đây cũng là giống chó khó nuôi và sinh sản và có số lượng con rất ít trong một lứa đẻ. Vì chó con có đầu rất to nên có khi khó đẻ và phải mổ khi đẻ đối với một số ca. Chó mẹ có bộ ngực to nên khi cho con bú thường nằm lên bụng và chúng có thể đè lên chó con. Chó mẹ khi cho bú rất hung dữ. Chúng thuộc loại rụng lông vừa phải.

## Tập tính
Chó ngao Pháp là giống chó tốt bụng và khá điềm tĩnh. Chúng rất trung thành, nhẫn nại và yêu quý gia chủ. Chúng có tính cách can đảm và sẵn sàng đương đầu với người lạ, chúng là một trong những giống chó bảo vệ tốt nhất. Có thể rất hung hãn đối với các giống chó khác. Luôn có sự kình địch giữa những con đực trong cùng giống. Mặc dù có vẻ ngoài đáng sợ nhưng chó ngao Pháp luôn tỏ ra dịu dàng với trẻ nhỏ và thành viên gia đình chủ. Có thể sống trong căn hộ nếu được chơi đùa thoải mái. Tương đối thụ động trong nhà và rất thích được chơi ngoài sân, chúng rất cần được hoạt động và vận động.
Từng có vụ việc cô bé 4 tuổi người Anh qua đời do bị một con chó thuộc giống chó ngao Pháp tấn công chỉ một tuần sau khi được gia đình mang về từ tổ chức từ thiện trước đó. Cô bé có tên Lexi Hudson đang chơi với con chó ngao Phá) tại nhà thì bất ngờ bị tấn công. Con chó đã không chịu buông tha cô bé cho đến người mẹ của cô buộc phải dùng dao đâm nhiều nhát vào người nó. Người bạn của gia đình cô bé cho biết con chó từng bị hành hạ bởi người chủ trước đó. Khi vụ tấn công xảy ra tiếng nổ pháo hoa từ khu vực bên cạnh có thể đã khiến con chó bất ngờ trở nên hung dữ.